# Dominique-André de Chambarlhac
Pour les articles homonymes, voir Jacques-Antoine de Chambarlhac de Laubespin.
Dominique-André de Chambarlhac, né le 17 mai 1754 à Arraye-sur-Seille (Lorraine), mort le 4 août 1823 à Paris, est un général français de la Révolution et de l’Empire.

## Biographie
Dominique-André de Chambarlhac appartenait à une famille de la noblesse originaire du Vivarais.
Il entre comme cadet le 1er juin 1763, dans le Régiment Royal Infanterie. Admis à l'École du génie de Mézières en 1769, il en sort le 31 janvier 1773 en qualité de lieutenant en second et reçoit le brevet d'ingénieur (lieutenant en premier) le 18 janvier 1775. Il sert successivement dans les places de Nancy, Verdun, Thionville, Landau et au Fort-Louis de 1776 à 1785, et obtient le 30 mars 1786, le grade de capitaine.
Il fait partie de l'armée des Vosges et est nommé au commandement du Fort-Louis  le 11 août 1792 ; le 8 novembre suivant il est nommé lieutenant-colonel et ingénieur en chef. Il est chargé en 1793, au titre du génie, de la défense de ce fort (rebaptisé Fort-Vauban) confiée au général Michel Durand. Résistant pendant 1 mois au siège des Autrichiens, mais assaillie de toutes parts par des forces supérieures et dépourvue de munitions, la garnison doit se rendre. Prisonnier de guerre le 14 novembre, de Chambarlhac n'est libéré que le 1er vendémiaire an IV. C'est pendant sa captivité et en récompense de sa belle défense que le 1er germinal an III, il reçoit le grade de chef de brigade et de directeur des fortifications.
Employé en cette qualité à Strasbourg depuis le 24 vendémiaire an IV, il est nommé le 19 ventôse suivant, commandant en chef du génie de l'armée de Rhin-et-Moselle, et se trouve à toutes les affaires qui ont lieu pendant cette campagne. Il sert en l'an V à la même armée, et contribue à la défense de la forteresse de Kehl, où il est blessé à la jambe.
Un ordre de service du 1er ventôse lui enjoint d’aller prendre la direction de la place de Landau. Il la quitte le 11 fructidor an VIII pour aller prendre celle de Mayence. Le gouvernement le charge en l'an IX, de la démolition des places de Cassel, d'Ehrenbreitstein et de Düsseldorf.
Le 19 frimaire an XII, il reçoit le brevet de membre de la Légion d’honneur, et celui d'officier de l'ordre le 25 prairial suivant. Général de brigade le 12 pluviôse an XIII, il fait les campagnes d'Italie des ans XIII et XIV.
Envoyé à l'armée de Naples en 1806, il assiste au siège de Gaète, et reçoit après la reddition de cette place, l'ordre de se rendre auprès de la Grande Armée. Le 15 août de cette année, l'Empereur le nomme commandeur de la Légion d'honneur. Il prend une part active au siège de Magdebourg, à la fin de 1806, à ceux de Colberg et de Stralsund en 1807, et à la défense de la citadelle de Passau en 1808.
L'année suivante, le ministre de la Guerre lui confie la restauration des fortifications de cette place et l'établissement de la tête de pont de Lintz. L'inspection et la reconnaissance des places de la Hollande, dont il est chargé en 1810, lui vaut à son retour le titre de baron de l'Empire. En 1811, il complète les fortifications de Dantzig et contribue, deux ans après, à sa défense. Enfermé dans la place de Stettin en 1813 et 1814, il ne rentre en France qu'après l'abdication de Napoléon.
Le 27 juin 1814, Louis XVIII lui confère la croix de Saint-Louis et le nomme lieutenant-général honoraire le 20 août suivant. L'Empereur le confirme comme titulaire dans ce grade par décret du 18 avril 1815. Mis à la retraite le 18 octobre de la même année, il vécut loin des affaires et meurt le 4 août 1823.

## Titres
- Baron de Chambarlhiac et de l'Empire (lettres patentes du 6 octobre 1810).

## Décorations
- Légion d'honneur :
  - Légionnaire (19 frimaire an XII), puis,
  - Officier (25 prairial an XII), puis,
  - Commandant de la Légion d'honneur (15 août 1806) ;
- Ordre royal et militaire de Saint-Louis :
  - Chevalier (27 juin 1814).

## Armoiries
| Figure | Blasonnement |
|        | Armes du baron de Chambarlhiac et de l'Empire D'azur au chevron d'or, accompagné de trois colombes d'argent ; franc-quartier des barons tirés de l'armée. |